# マーク・ヴァン・デ・ミエループ
マーク・ヴァン・デ・ミエループ（Marc Van de Mieroop、1956年10月22日 - ）は、ベルギーの歴史家。コロンビア大学古代オリエント史教授。
アレクサンダー大王以後の近東史、特に社会経済史や政治史を研究領域とするほか、歴史学における方法論（歴史学研究法）についても研究を行っている。

## 来歴
ベルギー出身。一族の先祖に貴族のJan I van Cuijkが居る。ルーヴェン・カトリック大学卒業。イェール大学修士、博士。イェール大学、オックスフォード大学で教鞭を執った後、1996年よりコロンビア大学教授（Full Professor）。
息子のケナン（Kenan Van de Mieroop）も大学教授である。